# 収穫 (バフィーのエピソード)
『収穫』（しゅうかく、原題：The Harvest）は、『バフィー恋する十字架』の第2作。『ヘルマウスへようこそ』の続編である。

## ストーリー
ウィローの危機を救ったバフィーだったが、ザンダーの友人ジェシーをさらわれてしまう。翌日ザンダーとともに、ジェシーの救出へ向かうが、彼は既にバンパイアになっていた。
謎の男エンジェルから収穫の話を聞いていたバフィーはバンパイアに占拠されたブロンズに向かい、コーディリアら入場客を助けることに成功する。

## キャスト
俳優（役名/声優）の順。

### メイン・キャスト
- サラ・ミシェル・ゲラー（バフィー・アン・サマーズ / 水谷優子）
- ニコラス・ブレンドン（ザンダー・ハリス / 鳥海勝美）
- アリソン・ハニガン（ウィロー・ローゼンバーグ / 大坂史子）
- カリスマ・カーペンター（コーディリア・チェイス / 手塚ちはる）
- アンソニー・スチュワート・ヘッド（ルパート・ジャイルズ / 金尾哲夫）

### ゲスト出演者
- マーク・メトカーフ（マスター / 麦人）
- デヴィッド・ボレアナズ（エンジェル / 堀内賢雄）
- ケン・ラーナー（フルーティ校長 / 星野充昭）
- クリスティン・サザーランド（ジョイス・サマーズ / 松岡洋子）
- ブライアン・トンプソン（ルーク / 佐々木誠二）
- ジュリー・ベンツ（ダーラ / 大塚海月）
- エリック・バルフォー（ジェシー・マクナリー）
- メルセデス・マクナブ（ハーモニー・ケンドール / 深水由美）

### 助演
- テディー・レイン・ジュニア（ブロンズの用心棒）
- ジェフリー・スティーブン・スミス（コンピューター教室の少年）
- デボラ・ブラウン（少女）